# Dudeștii Vechi
Dudestii Vechi là một xã thuộc hạt Timiș, România. Dân số thời điểm năm 2002 là 5807 người.